# Ульма (Амурская область)
У́льма — село в Мазановском районе Амурской области России. Входит в состав Угловского сельсовета.

## География
Село Ульма стоит на левом берегу реки Ульма (левый приток Селемджи), примерно в 25 км до её устья.
Дорога к селу Ульма идёт на восток (вверх по левому берегу Ульмы) от окрестностей административного центра Угловского сельсовета села Угловое, расстояние — 18 км.
Село Угловое расположено к северо-востоку от районного центра Мазановского района села Новокиевский Увал, расстояние (через Богословку, Козловку, Таскино, Путятино и Пионерский) — 62 км.

## История
Село основано в 1959 году на месте бывшего здесь в 1914—1932 годах села Табурачка.

## Население
| 2002 | 2010 | 2012 | 2013 | 2014 | 2015 | 2016 |
| ---- | ---- | ---- | ---- | ---- | ---- | ---- |
| 173  | ↘140 | ↘138 | ↘134 | ↘129 | ↘125 | ↘119 |
| 2017 | 2018 |      |      |      |      |      |
| →119 | ↘116 |      |      |      |      |      |

## Улицы
| - ул. Лесная, - ул. Мишина, - ул. Набережная, | - ул. Табурачка, - ул. Центральная, - ул. Чернова. |